# Октябрьский район (Талды-Курганская область)
Октябрьский район — единица административного деления Алма-Атинского округа, Казакской АССР, Алма-Атинской и Талды-Курганской областей, существовавшая в 1928—1956 годах. Центр — село Коктал.
Конур-Уленский район был образован в 1928 году в составе Алма-Атинского округа на базе Береклинской, Конур-Уленской и Торгыльской волостей Джаркентского уезда Джетысуйской губернии. Центр района был назначен в урочище Джельбастау.
17 июля 1928 года Конур-Уленский район был переименован в Октябрьский район.
23 июля 1930 года в связи с ликвидацией округов Октябрьский район перешёл в прямое подчинение Казакской АССР.
22 мая 1931 года центр Октябрьского района был перенесён в село Коктал.
20 февраля 1932 года Октябрьский район отошёл к Алма-Атинской области. В состав района в то время входили Ак-Кудукский, Алмалинский, Арал-Тюбинский, Борохудзирский № 1, Борохудзирский № 2, Кзыл-Эспинский, Кейтинский, Кок-Тальский, Коныр-Оленский, Мал-Тюбинский, Орталыкский, Сарыбельский, Талдынский, Тугурековский № 1, Тугурековский № 2, Уч-Аральский и Чижинский сельсоветы. Однако вскоре Арал-Тюбинский, Тугурековский № 1 и Тугурековский № 2 с/с были объединены в Тугурековский с/с, а Борохудзирский № 2 с/с присоединён к Коныр-Оленскому с/с.
В 1933 году был упразднён Мал-Тюбинский с/с.
В 1934 году Тугурековский с/с преобразован в Басчийский с/с.
В 1935 году Кейтинский с/с был присоединён к Кзыл-Эспинскому с/с.
В 1939 году из Октябрьского района в Джаркентский были переданы Алмалинский, Сарыбельский, Талдынский и Чижинский с/с.
15 марта 1944 года Октябрьский район был передан в Талды-Курганскую область.
В 1954 году Кзыл-Эспинский с/с был присоединён к Орталыкскому, а Ак-Кудукский и Уч-Аральский — к Кок-Тальскому.
27 декабря 1956 года Октябрьский район был упразднён, а его территория передана в Панфиловский район.